# بوب بارسونز
بوب بارسونز (بالإنجليزية: Bob Parsons)‏ هو لاعب كرة قدم أمريكية أمريكي، ولد في 29 يونيو 1950 في بيت لحم في الولايات المتحدة.

## وصلات خارجية
- بوب بارسونز على موقع مرجع كرة القدم المحترفة.كوم (الإنجليزية)